# روبرت بويي
روبرت بويي هو سياسي أمريكي، ولد في 1750 في مقاطعة برينس جورج في الولايات المتحدة، وتوفي في 8 يناير 1818. نشط حزبياً في الحزب الجمهوري الديمقراطي. وقد انتخب عضو مجلس النواب لولاية ماريلند ‏ وانتخب حاكم ماريلاند ‏ (15 نوفمبر 1803 – 10 نوفمبر 1806).